# Accord du Renville
L' accord du Renville est un accord signé entre les Pays-Bas et la république d'Indonésie sous les auspices du Conseil de sécurité des Nations unies. Ratifié le 17 janvier 1948, cet accord était une tentative de résolution des litiges apparus à la suite de l'accord de Linggarjati signé en 1946. Il établissait un cessez-le-feu le long d'une ligne, dite « ligne Van Mook », du nom du gouverneur général néerlandais, qui reliait les positions néerlandaises les plus avancées.
L'accord porte le nom du USS Renville, le navire de guerre américain stationné en baie de Jakarta, sur lequel les négociations s'étaient tenues.

## Contexte
Le 1er août 1947, une résolution australienne appelant à un cessez-le-feu entre Néerlandais et Indonésiens est votée par le Conseil de sécurité des Nations unies. Le lieutenant Gouverneur-Général batave des Indes orientales néerlandaises, Hubertus Johannes van Mook, donne l'ordre du cessez-le-feu le 5 août.
Le 25 août, le Conseil adopte une résolution soumise par les États-Unis proposant que ce dernier offre ses bons offices pour résoudre pacifiquement le conflit hollando-indonésien. Cette médiation devait prendre la forme d'un « Comité des bons offices » - « Committee of Good Offices (CGO) » - constitué de trois représentants, l'un des Pays-Bas, l'autre du parti indonésien et un troisième coopté de commun accord. Les Néerlandais choisirent un représentant belge, les Indonésiens un représentant australien et tous deux portèrent leur choix sur un Américain comme troisième membre,.

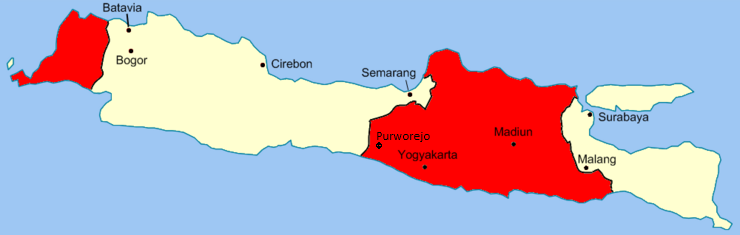
La "ligne Van Mook". Les zones en rouge sont celles sous contrôle indonésien.

Quelques jours plus tard, le 29 août 1947, les Néerlandais définirent la « Ligne Van Mook » comme marquant la limite de la zone qu'ils contrôlaient au moment du cessez-le-feu. Mais il englobaient dans celle-ci des secteurs qu'ils n'avaient pas encore repris. La république indonésienne fut laissée avec un tiers de l'île de Java et la plus grande partie de celle de Sumatra, mais les indépendantistes étaient privés des principales régions agricoles nourricières. Le blocus néerlandais devait encore les couper de leurs approvisionnements en armes, nourriture et vêtements.

## Début des négociations
Après de longues discussions, les parties convinrent de tenir la conférence en terrain neutre. Les États-Unis mirent à la disposition des négociateurs le transport de troupes USS Renville ancré dans la baie de Jakarta et la première session informelle du Comité débuta le 8 décembre 1947,.
La délégation indonésienne était menée par Amir Sjarifuddin, assisté de Johannes Leimena ; du côté néerlandais, la délégation était dirigée par Jhr. Van Vredenburg, secondé par le colonel Abdulkadir Widjojoatmodjo.

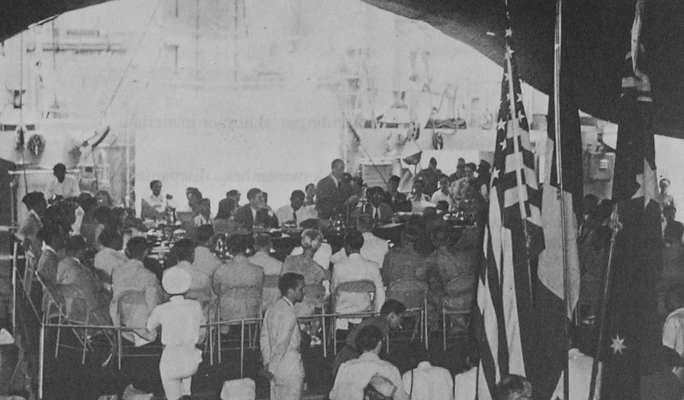
Les négociateurs indonésiens et néerlandais à bord du USS Renville.

Le 26 décembre, les négociations se trouvant dans une impasse, le Comité diffusa un « message de Noël » proposant une trêve avec la « ligne Van Mook » comme ligne de démarcation, les Néerlandais se repliant sur les lignes tenues avant l'opération Product de juillet et les républicains indonésiens prenant en charge l'administration civile des zones ainsi évacuées. Les Indonésiens acceptèrent la proposition sans réserve mais les Néerlandais ne l'acceptèrent que partiellement en avançant douze contre-propositions. Parmi celles-ci figuraient entre autres la demande de tenue d'élections libres qui permettraient aux habitants de décider de la nature de leurs relations avec les futurs États-Unis d'Indonésie et, pour les deux camps, la garantie de liberté de réunion et d'expression. Les Néerlandais refusèrent le retrait de leurs troupes et le passage sous administration indonésienne des zones revenues sous leur contrôle.

## Les pressions néerlandaises en marge des négociations
Le 19 décembre, le Premier ministre néerlandais, visitant Medan, déclara qu'il devait y avoir une solution rapide et qu'il serait « très regrettable si ce dernier appel n'était pas entendu ». Dix jours plus tard, Van Mook annonçait l'établissement de l'État de Sumatra oriental, indiquant ainsi que les Néerlandais persistaient sur la voie de la constitution d'un État fédéral. Puis, le 4 janvier 1948, les Néerlandais organisèrent une conférence des représentants qu'ils avaient sélectionnés dans les 10 régions de l'Indonésie. Ces représentants acceptèrent de former un gouvernement fédéral intérimaire en attendant la proclamation des États-Unis d'Indonésie, la république indonésienne étant invitée à s'y joindre comme partenaire minoritaire.

## L'accord

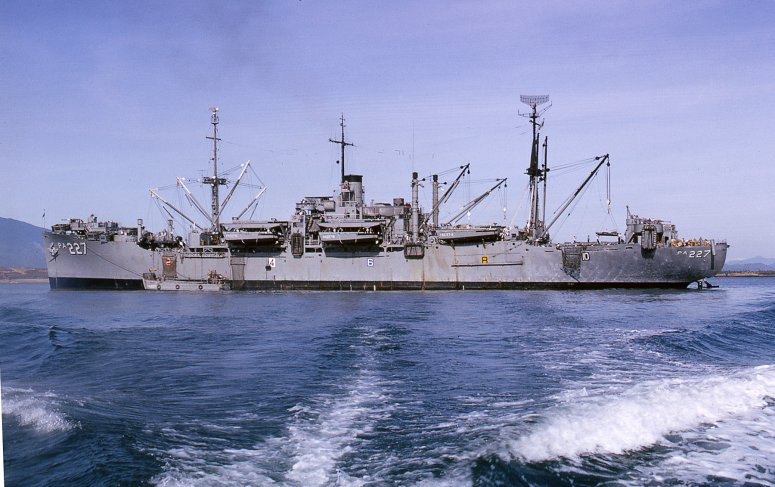
Le USS Renville à l'ancre au large du Sud Vietnam en 1966.

Le 9 janvier, la délégation néerlandaise prévient que si la partie indonésienne n'accepte pas ses propositions dans les trois jours, elle demandera des instructions complémentaires à son gouvernement. Le comité des bons offices avance six propositions en réponse aux douze énoncées par les Néerlandais. Parmi ces dispositions : le maintien de la souveraineté néerlandaise jusqu'à son transfert aux États-Unis d'Indonésie ou à la République d'Indonésie ; une représentation équitable de chaque composante de l'État fédéral provisoire au sein de son gouvernement ; un référendum dans les six mois pour demander aux gens s'ils veulent voir leur région associée à la République d'Indonésie ou aux États-Unis d'Indonésie et la mise en place d'une convention constituante en vue de l'élaboration d'une constitution. En outre, tout État serait libre de ne pas rejoindre la République des États-Unis d'Indonésie (en indonésien Republik Indonesia Serikat, ou RIS).
Les Néerlandais répondirent qu'ils étaient prêts à accepter ces dispositions si les Indonésiens faisaient de même et acceptaient aussi leurs douze propositions avant le 12 janvier. Après une prolongation de 48 heures des négociations et des discussions pour préciser les propositions néerlandaises, le Dr Frank Graham, le membre américain du Comité parvint à convaincre les républicains indonésiens d'accepter, affirmant qu'ils pouvaient compter sur l'influence des États-Unis pour obliger les Néerlandais à tenir leur part du marché. La représentation indonésienne comprit que les référendums régionaux amèneraient la victoire des pro-républicains et qu'ils seraient en mesure de s'imposer au gouvernement fédéral. Graham assura également Amir Sjarifuddin que les États-Unis fourniraient toute l'aide nécessaire à la reconstruction d'une Indonésie libre,.
Dans un premier temps, le président Soekarno et le vice-président Hatta s'opposèrent à l'accord mais après avoir entendu des rapports faisant état du manque de munitions et craignant la reprise des hostilités par les Néerlandais si les accords n'étaient pas signés, ils l'acceptèrent finalement, étant également réticents à l'idée d'assumer la responsabilité de nouvelles pertes civiles et militaires si les combats se poursuivaient. Après que Néerlandais et républicains indonésiens eurent accepté une trêve le long de la « ligne Van Mook » ainsi que les propositions du comité et les néerlandaises, l'accord fut signé sur la passerelle du USS Renville le 17 janvier 1948,.